# Eleição papal de 1285

Brasão papal de Sua Santidade o Papa Honório IV

A eleição papal de 1285 foi a reunião de eleição papal realizada após a morte do Papa Martinho IV. Durou de 1 de abril a 2 de abril de 1285 e resultou na eleição do cardeal Giacomo Savelli como Papa Honório IV. A sede vacante de cinco dias foi notável, neste momento, por sua brevidade. A brevidade da vacância era tal que três cardeais que não estavam na Cúria na morte de Martinho não tomaram parte da eleição.
Por causa da suspensão da constituição apostólica Ubi periculum pelo Papa Adriano V em 1276, esta eleição não era um conclave papal.

## Cardeais eleitores
Na época da eleição, havia 18 cardeais vivos, dos quais 15 cardeais estavam em Perúgia.
| Criado por              | Cardeais | Por Cento |
| ----------------------- | -------- | --------- |
| Papa Urbano IV (UIV)    | 04       | 22,22 %   |
| Papa Nicolau III (NIII) | 07       | 38,89 %   |
| Papa Martinho IV (MIV)  | 07       | 38,89 %   |
| Total                   | 18       | 100 %     |

### Cardeais presentes
1. Ordonho Alvares, decano do Sacro Colégio (NIII)
2. Bentivegna de Bentivegni, O.F.M., Penitenciário-Mór. (NIII)
3. Latino Malabranca Orsini, O.P. (NIII)
4. Girolamo Masci, O.F.M. (futuro Papa Nicolau IV) (NIII)
5. Anchier Pantaléon de Troyes, protopresbítero (UIV)
6. Hugo de Evesham (MIV)
7. Gervais Jeancolet de Clinchamp (MIV)
8. Conte Casate (MIV)
9. Geoffroy de Bar (MIV)
10. Giacomo Savelli (eleito com o nome Honório IV) (UIV)
11. Goffredo de Alatri (UIV)
12. Matteo Orsini Rosso (UIV)
13. Giordano Orsini (NIII)
14. Giacomo Colonna (NIII)
15. Benedetto Caetani (futuro Papa Bonifácio VIII) (MIV)

### Ausentes
1. Gerardo Bianchi (NIII)
2. Bernard de Languissel (MIV)
3. Jean Cholet (MIV)

## Deliberações
O Papa Martinho IV morreu em Perúgia, em 28 de março. Na época, o Sacro Colégio era composto por 18 cardeais, 15 dos quais participaram na eleição de seu sucessor. A reunião dos membros com direito a voto foi formado na residência episcopal de Perúgia em 1 de abril, ou seja, três dias após a morte do Papa Martinho IV. A primeira rodada de votação, que teve lugar no segundo dia da reunião, revelou um juízo unânime dos cardeais sobre a escolha do futuro papa: o Cardeal Giacomo Savelli, contando então com 75 anos. Apesar de sua idade, o escolhido aceitou a nomeação, tomando o nome de Honório IV. Ele voltou imediatamente a Roma, onde a notícia de sua eleição tinha sido muito bem recebido, por ser um romano.
Em 19 de maio, o novo papa foi ordenado sacerdote na Basílica Vaticana, no dia seguinte consagrado bispo pelo cardeal-bispo de Óstia Latino Malabranca Orsini e posteriormente coroado papa pelo novo cardeal protodiácono Goffredo de Alatri.